# Dracy-lès-Couches
Dracy-lès-Couches är en kommun i departementet Saône-et-Loire i regionen Bourgogne-Franche-Comté i östra Frankrike. Kommunen ligger i kantonen Couches som tillhör arrondissementet Autun. År 2022 hade Dracy-lès-Couches 152 invånare.

## Befolkningsutveckling
Antalet invånare i kommunen Dracy-lès-Couches
| Referens: INSEE |